# Поморники
Помо́рники (лат. Stercorarius) — единственный род птиц семейства поморниковых (лат. Stercorariidae) из отряда ржанкообразных.

## Внешний вид
Поморники имеют средние размеры (масса тела от 400 г до 2 кг), короткий крепкий клюв, на вершине сжатый с боков и имеющий крючок на надклювье. Покрыт рамфотекой из четырёх обособленных пластин. Небольшие и тонкие ноздри расположены далеко впереди. Крылья длинные и узкие, как правило заострённые. Лапы относительно короткие, четырёхпалые. Три передних пальца с плавательной перепонкой. Задний палец слабо развит и приподнят. Когти очень острые и загнутые. Хвост короткий, имеет округлую форму и состоит из двенадцати перьев. У поморниковых тёмно-серое оперение, которое выглядит одинаково, как летом, так и зимой.

## Поведение
Большинство видов обитают в полярных регионах вблизи солёных водоёмов. Поморниковые обычно живут парами или поодиночке. В период спаривания они часто образуют группы или даже целые колонии. Они умеют очень быстро летать и совершать внезапные воздушные манёвры. На земле их передвижение несколько неуклюжее. Гнездятся поморниковые, как правило, на скалистых островах. 
Из-за неспособности глубоко нырять поморниковые самостоятельно ловят лишь ту рыбу, которая плавает у поверхности. Часто поморниковые просто отнимают добычу у других птиц, в основном у чаек и крачек. Как только эти птицы поймали рыбу, поморник нападает на них, используя клюв, когти и крылья, пока те не бросают свою добычу, даже если они её уже наполовину проглотили. Прежде чем рыба упадёт на землю или в воду, поморник ловит её в воздухе. Помимо этого, к пище поморников относятся яйца, молодые птенцы, небольшие грызуны и моллюски.
Поморниковые гнездятся у побережья и откладывают по два пятнистых яйца. Во время долгого насиживания и выхаживания птенцов родители яростно защищают своё потомство от реальных или мнимых врагов.

## Систематика
Ранее поморниковых разделяли на два рода. Более мелкие виды причисляли к роду Stercorarius, а более крупных — к роду Catharacta. Однако у подобного разделения нет биологической основы, так как некоторые виды возникли вследствие гибридизации представителей обоих родов. Насчёт некоторых видов не существует консенсуса, к какому роду их относить.
По данным Международного союза орнитологов все виды отнесены к роду Stercorarius, который выделяется в монотипическое семейство:
- Stercorarius longicaudus — Длиннохвостый поморник
- Stercorarius parasiticus — Короткохвостый поморник
- Stercorarius pomarinus — Средний поморник
- Stercorarius chilensis — Чилийский поморник
- Stercorarius maccormicki — Южнополярный поморник
- Stercorarius antarctica — Антарктический поморник
- Stercorarius skua — Большой поморник